# Бёхово (Тульская область)
Бёхово — село в Заокском районе Тульской области России. Входит в муниципальное образование Страховское.
В 2021 году село вошло в число самых красивых мест в России, отобрано для участия в международном конкурсе Всемирной туристической организации «Лучшие туристические деревни UNWTO» и победило в нём, попав в список 44 лучших туристических деревень 2021 года. Бёхово стало победителем не только от России, но и от всего постсоветского пространства.

## География
Расположено в северной части области в 20 км к юго-западу от Серпухова, на берегу реки Ока, от районного центра Заокский и музея-вокзала Тарусская — 10 км, село Страхово — 2 км.

## Население
| 1859 | 1915 | 2002 | 2010 |
| ---- | ---- | ---- | ---- |
| 177  | ↗213 | ↘15  | ↗58  |

## История
В первой половине XVII века упоминается Бёховский перевоз.

### Село Бёхово
В царствование Петра I Алексеевича на территории современного Заокского района находились царские конюшни. Здесь лошадей объезжали и поначалу поселение с конюшнями именовали «Бёгово». Впоследствии конюшни исчезли, но название деревни, немного изменившись, сохранилась, как «Бёхово».

### Городище Бёхово
Городище расположено на западной окраине деревни, на мысу правого берега реки Оки. Поселение размером 90 Х 60 метров с напольной восточной стороны укреплено земляным валом высотой 4 метра и рвом. Культурный слой 0,2-0,7 метров, содержит обломки древнерусской гончарной керамики XII-XIII веков. Городище отнесено к памятнику археологии.

## Достопримечательности
- Церковь Троицы Живоначальной (между 1904 и 1906, по проекту Василия Поленова).
- Музей-заповедник Поленово, усадьба художника Василия Поленова — 1 км.

## Отображение в искусстве
В селе Бёхово проходили съёмки:
- Участок (2003) — эпизоды криминального комедийного сериала, режиссёр Александр Баранов.
- Мороз по коже (2007) — драма, режиссёр Крис Солимайн.

Картины В. Д. Поленова:
- Ранний снег (1891) — Бёхово. Киевская картинная галерея.
- Ранний снег (1891) — Бёхово. Ярославский художественный музей.
- Зимний пейзаж (1897) — Бёхово. Поленово.